# Antonín Mádl
Antonín Mádl skautskou přezdívkou Bílý Vlk (28. ledna 1897 – 26. března 1944 Mírov) byl český skaut a protinacistický odbojář, dlouholetý náčelník Československé obce junáků volnosti, utýraný nacisty během druhé světové války.
Během první světové války sloužil jako vojín pěchoty u 102. pěšího pluku na italské frontě. Z tohoto období se dochoval jeho deník.
Od roku 1930 byl náčelníkem druhé největší české skautské organizace Junáci volnosti, přidružené k Národně socialistické straně, jíž byl členem. Se svými pražskými oddíly ve spolupráci s místními skauty pravidelně tábořil na Pavlátově louce pod Rezkem u Nového Města nad Metují. Po sloučení skautských organizací na jaře 1939 se stal místonáčelníkem Junáka.
Pracoval jako ředitel tiskárny nakladatelství Melantrich. Své pozice a kontaktů v Obraně národa (byl v úzkém spojení s Irenou Bernáškovou) využil k tisku a rozšiřování ilegálního časopisu V boj. Dne 26. srpna 1940 byl za tyto aktivity zatčen nacisty. Nejprve byl vězněn na Pankráci, následně v Gollnowu a v berlínské věznici Alt Moabit. Zde byl v březnu 1942 v procesu s Irenou Bernáškovou a dalšími dvěma Čechy odsouzen k 10 letům vězení za přípravu velezrady. Následně byl převezen do věznice Ebrach a později v září 1943 na Mírov, kde byl hospitalizován s těžkou tuberkulózou plic a v březnu 1944 zemřel.
Byl pohřben na vězeňském hřbitově, po válce bylo jeho tělo exhumováno a v roce 1946 znovu pohřbeno na Olšanských hřbitovech v Praze. Na památku jeho a dalších obětí z nakladatelství Melantrich byla v říjnu 1945 v přízemí domu na Václavském náměstí 36 odhalena pamětní deska.